# Erst wirst du verrückt und dann ein Schmetterling
Erst wirst du verrückt und dann ein Schmetterling (niederl. Originaltitel: Hotel de grote L) ist ein Kinder- und Jugendbuch des niederländischen Schriftstellers Sjoerd Kuyper. Der Roman erschien 2014 bei Lemniscaa und wurde 2015 in der deutschen Übersetzung von Eva Schweikart im Gabriel Verlag, der zur Thienemann-Esslinger Verlag GmbH gehört, veröffentlicht.
Erst wirst du verrückt und dann ein Schmetterling erzählt die Geschichte eines Vaters und seiner vier Kinder, die ohne sein Wissen die Leitung des Familienhotels übernehmen, nachdem er aufgrund eines Herzinfarktes im Krankenhaus liegt.
Themen des Buches sind Familie, erste Liebe, Erwachsenwerden und Unterschiede der Geschlechter, verpackt in einer lustigen, chaotischen und verrückten Geschichte.

## Inhalt
Erzählt wird die Geschichte aus der Sicht des 13-jährigen Sohnes Kos, der ein Sprechtagebuch führt, um seiner verstorbenen Mutter alle Geschehnisse zu erzählen. Ergänzt wird diese Erzählung von Kommentaren von Kos Freundin Isabel, der er das Tagebuch zum Anhören gegeben hat.
Die Familie besitzt ein Hotel am Strand an der Nordsee, das der Vater seit dem Tod der Mutter alleine leitet. Da ihr Vater nicht möchte, dass sie im Hotel mithelfen, haben die Kinder wenig Ahnung von der Hotelarbeit, bis der Vater einen Herzinfarkt erleidet und zwei Wochen im Krankenhaus verbringen muss.
Wie sich schnell herausstellt, ist das Hotel jedoch beinahe pleite. 7000 Euro Schulden haben sich bereits angehäuft. Da sie deshalb von der Versicherung keinen Vertreter gestellt bekommen, der das Hotel während der Abwesenheit des Vaters leitet, beschließen die Geschwister die Hotelleitung während seiner Abwesenheit selbst zu übernehmen.
Doch ein Hotel zu führen ist nicht so leicht wie gedacht. Kos versucht sich als Kellner und seine 9-jährige Schwester Pel hinter der Bar, doch das endet in schnell im Chaos. Aufgrund der Unzufriedenheit mit dem Service, reisen die meisten Gäste kurzerhand ab, und Kos und seine Schwestern verzweifeln, denn ihnen bleiben nur noch wenige Tage, um die Schulden abzuzahlen.
Kos ältere Schwester Briek soll deshalb an einem Schönheitswettbewerb teilnehmen, auf den 5000 Euro Gewinn stehen. Doch da sie an Liebeskummer leidet, fällt es Kos zu, ihren Platz einzunehmen. Isabel, in die Kos schon lange Zeit verliebt ist, ist ebenfalls eine Kandidatin. Als Mädchen verkleidet, gelingt ihm der Einzug ins Finale. Zudem gelingt es ihm dabei auch Isabel näher zu kommen, denn bisher ist dies alles andere als positiv verlaufen und er hat sich immer noch nicht getraut, ihr seine Liebe zu gestehen.
Auch sein Fußballtestspiel verläuft erfolgreich und er bekommt ein Angebot bei Ajax Amsterdam zu spielen.
Doch beim Finale der Misswahl, das im Hotel von Kos Familie stattfindet, läuft dann alles schief. Erst haben sie keine Getränke und müssen improvisieren, dann erkennt Isabel Kos unter dem Make-up und der Perücke und stellt ihn vor allen anderen bloß, weil sie sich von ihm verspottet fühlt.
Isabel gewinnt den Wettbewerb und entschuldigt sich danach bei Kos für ihr Verhalten. Sie hat ein schlechtes Gewissen und bietet ihm an, ihm den Gewinn zu leihen, damit die Familie ihre Schulden abbezahlen kann. Es kommt endlich zum lang ersehnten ersten Kuss der beiden. Das Buch endet damit, dass Kos Vater am gleichen Abend auch endlich aus dem Krankenhaus zurückkommt und alle gemeinsam auf der Nachfeier des Schönheitswettbewerb feiern.

## Figuren

### Kos
Kos ist 13 Jahre alt und Protagonist der Geschichte. Aus seiner Sicht wird das Geschehen beschrieben, da er ein Sprechtagebuch führt, in dem er seiner Mutter von allen Geschehnissen erzählt. Ergänzt wird dies durch Bemerkung Isabels, der er das Tagebuch zum Anhören gegeben hat und die daraus ein Buch verfassen möchte. Kos ist der einzige Sohn, neben 3 Schwestern, die er für irre hält und ein leidenschaftlicher Fußballspieler. Er hat sehr viel Phantasie und ist ein guter Lügner, der sich auch gerne Geschichten ausdenkt, die die Abwesenheit seines Vaters oder andere Dinge erklären.

### Libbie
Libbie ist 19 Jahre alt und Kos älteste Schwester. Verliebt in einen Stammgast des Hotels, der ihre Liebe im Laufe der Geschichte erwidert. Macht zur Zeit des Geschehens ihr Abitur.

### Briek
Briek ist 15 Jahre alt. Sie ist rebellisch und trägt sehr viel Make-up und Piercings. Briek verliebt sich in einen jungen Fußballspieler aus Tuvalu.

### Pel
Pel ist 9 Jahre alt und die kleinste Schwester. Sie hat eine sehr fröhliche und aufgeweckte Art und freut sich im Hotel mithelfen zu können, was jedoch nicht selten im Chaos endet.

### Vater
Der Vater der Familie hat bei einem Fußballspiel Kos einen Herzinfarkt und liegt danach für zwei Wochen im Krankenhaus. Er kümmert sich seit dem Tod der Mutter alleine um das Hotel und möchte nicht, dass die Kinder im dort helfen. Kinder sollten seiner Meinung nach ihre Jugend genießen und nicht arbeiten.

### Mutter
Die Mutter der Familie ist vor drei Jahren an Krebs gestorben. Alle haben sie sehr geliebt und Kos Vater hat nach ihrem Tod angefangen sehr viel zu trinken und zu rauchen.

### Isabel
Isabel geht mit Kos zur Schule und ist verliebt in ihn. Da Kos und Isabel beide sehr schüchtern sind, erfahren sie erst am Ende des Buches, dass ihre Gefühle auf Gegenseitigkeit beruhen.